# Palpiclavina tonkinensis
Palpiclavina tonkinensis är en tvåvingeart som beskrevs av Filippo Silvestri 1947. Palpiclavina tonkinensis ingår i släktet Palpiclavina och familjen puckelflugor. Inga underarter finns listade i Catalogue of Life.